# 黒石市立浅瀬石小学校
黒石市立浅瀬石小学校（くろいししりつ あせいししょうがっこう）はかつて青森県黒石市浅瀬石に存在した公立小学校。

## 概要
黒石市の中心部から約3kmほど南東に行った所にあった小学校で、学区は主に浅瀬石川の流域に沿った地域となっていた。主な進学先は、学区内の黒石市立黒石中学校。全校児童は83人（2019年現在・閉校時点）。

## 沿革
- 1874年（明治7年）5月1日 - 浅瀬石村清川131番地に浅瀬石小学として開校する[3]。
- 1879年（明治12年）9月1日 - 浅瀬石小学校に改称。
- 1887年（明治20年）1月1日 - 浅瀬石尋常小学校に改称。
- 1890年（明治23年）7月 - 浅瀬石村清川134番地に2階建校舎新築。
- 1898年（明治31年）12月 - 浅瀬石村大字浅瀬石字村上186番地に2階建校舎新築・移転。
- 1914年（大正3年） - 高等科を併置し、浅瀬石尋常高等小学校に改称。
- 1916年（大正5年）4月 - 校地を拡張し、6間×12間の雨天体操場を新築。
- 1932年（昭和7年）11月7日 - 浅瀬石村大字浅瀬石字村上160番地に校舎を新築移転。
- 1941年（昭和16年）4月1日 - 国民学校令により、浅瀬石国民学校に改称。
- 1947年（昭和22年）4月1日 - 学校教育法により、浅瀬石村立浅瀬石小学校に改称。同日、浅瀬石中学校を併設。
- 1950年（昭和25年）4月 - 浅瀬石中学校校舎が、東側に新築し、分離独立。
- 1954年（昭和29年）7月1日 - 町村合併により、黒石市立浅瀬石小学校に改称。
- 1958年（昭和33年）3月 - 校庭を330坪拡張。
- 1971年（昭和46年）7月20日 - 学校プール完成。
- 1972年（昭和47年）6月26日 - 低学年用小プール完成。
- 1974年（昭和49年）5月1日 - 創立100周年記念式典挙行。記念誌発行。
- 1987年（昭和62年）8月11日 - 校舎新築工事着工。
- 1988年（昭和63年）8月10日 - 新校舎完成。それに伴い、木造の旧校舎は、取り壊された[4]。
- 1989年（平成元年）
  - 1月10日 - 新体育館完成。
  - 1月x日 - パソコン学習開始。
  - 2月10日 - 新校舎落成[5]。
  - 8月30日 - 校庭造成完成。
- 1990年（平成2年）
  - 5月28日 - 前庭に芝生及び樹木、校門から生け垣完成。
  - 6月11日 - プール更衣室（物置付）改築完成。
  - 11月12日 - 走り幅跳び用砂場完成。
- 1993年（平成5年）5月 - 校庭に花壇完成。
- 1994年（平成6年）
  - 5月1日 - 創立120周年記念式典挙行。記念誌発行。「浅瀬石小学校創立120周年記念式典賛歌」制定。
  - 10月30日 - 「浅瀬石小学校創立120周年記念式典賛歌」を一部修正し、「浅瀬石小学校賛歌」として制定。
- 1999年（平成11年）5月1日 - 読書室を拡張工事。
- 2001年（平成13年）
  - 6月5日 - プール補修工事（内面塗装・バルブ交換等）。
  - 11月5日 - 外灯設置工事（体育館に2基設置）。
- 2002年（平成14年）7月22日 - 野球バックネット改修工事（8月7日まで）。
- 2003年（平成15年）
  - 3月4日 - 階段クロス張替作業（7日まで）。
  - 10月20日 - 物置小屋設置。
- 2004年（平成16年）
  - 5月1日 - 創立130周年記念式典挙行。記念誌発行。
  - 8月 - ホームページ開設。
- 2006年（平成18年）4月1日 - この日から、2学期制を導入する。
- 2019年（令和元年）10月5日 - 本校体育館で閉校式挙行。
- 2020年（令和2年）
  - 3月19日 - 最後の卒業式挙行。最後の卒業生は13名[6]。
  - 3月31日 - 黒石東小学校に統合され、閉校[7]。

## 学区
高賀野、浅瀬石、中川。

## 周辺
- 東北自動車道黒石IC[1]
- 国道102号線[1]

## 交通
- 弘南鉄道弘南線黒石駅から3.4km。